# Kamilla Gafurzjanova
Kamilla Jusufovna Gafurzjanova (in russo Камилла Юсуфовна Гафурзянова?; Kazan', 18 maggio 1988) è una schermitrice russa, vincitrice di una medaglia d'argento ai campionati mondiali di scherma.

## Palmarès
- Campionati mondiali di scherma

Adalia 2009: argento nel fioretto a squadre.
- Campionati europei di scherma

Plovdiv 2009: argento nel fioretto a squadre.
Legnano 2012: argento nel fioretto individuale e bronzo a squadre.
- Universiadi

Shenzen 2011: oro nel fioretto individuale.